# امامزاده محمد زکریا
امامزاده محمد زکریا مربوط به سدهٔ ۸ و ۹ ه‍.ق است و در شهرستان نور، بخش چمستان، روستای لاویج واقع شده و این اثر در تاریخ ۷ مرداد ۱۳۸۲ با شمارهٔ ثبت ۹۳۶۴ به‌عنوان یکی از آثار ملی ایران به ثبت رسیده است.